# Cecilie Løvdal
Cecilie Løvdal (født 29. august 1998 i Arendal, Norge) er en kvindelig norsk håndboldspiller, der pr. 2020 spiller for danske Ajax København Håndbold i Damehåndboldligaen.
Hun er født og opvokset i Arendal, hvor hun også har optrådt for byens damehold IK Grane Arendal, der spillede i den norske 1. division. Hun var desuden topscorer i klubben, i hendes sidste sæson. Hun spillede fra 2018 til 2020, for ligaklubben Gjerpen Håndball, der spiller i Eliteserien. I hendes to sæsoner hos norske Gjerpen Håndball, spillede hun en stor rolle på klubbens målscore. Hun var bl.a. den næstmest scorende spiller i klubben, i sæsonen 2018-19 med 69 mål. I sæsonen 2019-20, var hun tredjemest scorende spiller, med 67 mål.
Hun skrev i April 2020, under på en 1-årig kontrakt med den danske ligaklub Ajax København.